# Тип 4 (реактивный миномёт)
Тип 4 (яп. 四式二十糎噴進砲 — Yonshiki nijyū-senchi funshinhō) — пусковая установка для неуправляемого реактивного снаряда состоявшая на вооружении Императорской Армии Японии во время Второй мировой войны.

## История
В популярной и даже специальной справочной литературе распространён термин «реактивный миномёт». На самом деле — именуемые так советские и германские артиллерийские системы периода Второй Мировой войны миномётами ни в коей мере не являются, а относятся к классу РСЗО. Единственной артиллерийской системой, которую действительно можно отнести к «реактивным миномётам» (то есть к оружию, сочетающему в себе технические свойства ракетной пусковой установки и собственно миномёта) был японский 20-см реактивный миномёт Тип 4, принятый на вооружение Японской Императорской Армии в 1944 году.
Внешне это оружие выглядело как обычный миномёт классической схемы («мнимый треугольник»), имея опорную плиту, двуногу, миномётный прицел и механизм горизонтирования. Отличие состояло в открытой с двух сторон гладкой трубе ствола (верхняя половина которой шарнирно откидывалась вверх для удобства заряжания турбореактивным (т.е устойчивость снаряду придавалась вращением снаряда вдоль продольной оси и вращение создавалось дополнительными наклонными соплами) снарядом калибра 200 мм с фугасной или химической — боеприпас с последней, впрочем, практического применения не получил — боевой частью) и применяемом боеприпасе (неуправляемая ракета, а не артиллерийская мина).
Очевидным недостатком такого конструкторского решения является использование направляющей трубы в качестве опорной ноги. При выстреле сопло ракеты находилось предельно близко к грунту и поднимало тучи пыли. Для смены позиции данное устройство имело две длинные рукояти, наподобие черенков лопат, взявшись за которые несколько солдат могли перенести его на некоторое расстояние от места запуска которое, учитывая невысокую дальнобойность ракеты наверняка было хорошей мишенью для контрбатарейного огня неприятеля. Поскольку ракеты можно было запускать и без этого устройства, солдаты зачастую использовали кустарные направляющие устройства: трубы, деревянные рамы и даже просто склоны местности или траншеи.
Реактивный миномёт Тип 4 активно применялся японской армией в ходе безуспешной обороны Марианских островов, Филиппин, Иводзимы и Окинавы от сил союзников в 1944—1945 годах.